# Dendrobium trinervium
Dendrobium trinervium är en orkidéart som beskrevs av Henry Nicholas Ridley. Dendrobium trinervium ingår i släktet Dendrobium, och familjen orkidéer. Inga underarter finns listade i Catalogue of Life.